# Chiemo
Chiemo ist ein heute kaum mehr gebräuchlicher männlicher Vorname, der wohl auf einer Abkürzung beruht.

## Herkunft
Wie häufig in althochdeutschen Namen kann es auch zu einer Vertauschung der Vokale kommen, so dass auch die Schreibweise „Cheimo“ zu finden ist.
Dies wiederum legt eine Verwandtschaft zu Heimo und Eimo nahe, da im Wechsel vom Westfränkischen zum Ostfränkischen sehr häufig das „C“, mitunter sogar das „Ch“ abhandenkommt (vgl. Childebert zu Hildebert, Chlothar zu Lothar usw.). Heimo kommt vom althochdeutschen Namen Haimrich, der mittelhochdeutsch zu Heimrich/Heimerich/Heimric(us)/Heimarich/Heimarih/Hemrich wurde, wobei im Laufe der Zeit „m“ und „n“ austauschbar werden, so dass man zum späteren Heinrich (9./10. Jahrhundert) gelangt. Neben den Babenberger Grafen mit diesem Namen gab es im 8. Jahrhundert nur einen Rupertiner-Grafen Heimrich/Heimo, der 771 als Graf in der Wetterau, im Lahngau und im Rheingau auftrat und Sohn des Grafen Cancor war. Verbindungen bestehen außerdem zum französischen Aymeric.
Aufgrund von vergleichbaren Entwicklungen anderer Namen (siehe: Dietmar wird zu Diemo) kommt als Ganzname noch Chietmar bzw. Cheitmar in Frage.

## Bekannte Namensträger
Tatsächlich gibt es einen Karatanen/Karantanen- und Alpenslawenherzog bzw. -fürsten dieses Namens: Cheitmar, mitunter auch Cheitumar, Ceithumar, Khotimir bzw. Hotimir geschrieben. Er war zunächst Geisel im christlichen Bayern und dann von 752 bis 769 Herzog bzw. Fürst der Karantanen. Dieser ließ dann auch die Karantanen missionieren, zunächst durch seinen geistlichen Begleiter Maioranus, dann durch den vom Bischof Virgilius von Salzburg gestellten Chorbischof Modestus von Kärnten.
Heute noch bekannt ist der Name, weil angeblich ein Gaugraf dieses Namens aus dem 7./8. Jahrhundert zunächst dem Ort Chieming, dann der bayerischen Region und Landschaft Chiemgau sowie dem Chiemsee den Namen gegeben haben soll. Es gibt allerdings keinerlei urkundliche Belege für die Existenz des Gaugrafen. In der Notitia Arnonis wird außerdem auch noch Kienberg mit Chiemberch bzw. Chiemperc wiedergegeben, was aber nur selten mit dem Grafennamen Kuno in Verbindung gebracht wird, hauptsächlich aber mit kienforha (Kiefern), weshalb auch für die Ortsnamen Chieming, den Chiemgau und den Chiemsee natürliche Benennungen in Frage kommen.
Hermann Weigand hat über diesen Grafen Chiemo einen zweibändigen historischen Roman geschrieben. Der erste Band trägt den Untertitel „Feuer über Tassilos Land“ (1997), der zweite den Untertitel „Zwischen Kreuz und Schwert“ (1998).
In Chieming trägt eine Straße und ein Rettungsboot der Wasserwacht den Namen „Graf Chiemo“.